# Josep Bonet i Cufí
Josep Bonet i Cufí (Fonteta, 8 de novembre de 1913 – Girona, 29 de maig de 1982) fou un polític gironí.
Llicenciat en Ciències. Delegat de l'Instituto Nacional de Estadística. Excombatent i afiliat a la Falange des de 1940. En les eleccions municipals de 1957 va ser candidat pel terç familiar, però va ser superat per la resta d'aspirants. Del 1958 al 1964 s'encarregà de la delegació provincial d'Associacions del Movimiento. També ocupà la vicepresidència de la Junta Provincial d'Educació Física i Esports i la vicesecretaria provincial d'Ordenació Econòmica. Del febrer de 1967 al febrer de 1972 va ser alcalde de Girona, i gestionà la transformació desmesurada de la ciutat, castigada un altres cop per les inundacions. Morí a Girona l'any 1982.